# The Venture Bros.
The Venture Bros ist eine US-amerikanische Zeichentrickserie, die von 2003 bis 2018 auf Adult Swim ausgestrahlt wurde.

## Handlung
Die Serie erzählt vom Leben und den Abenteuern der Venture-Familie: dem emotional unsicheren, unethischen und leistungsschwachen Superwissenschaftler-Vater Rusty Venture; seine wohlmeinenden, aber dämlichen und inkompetenten zweieiigen Zwillingssöhne Hank und Dean Venture im Teenageralter; der Leibwächter der Familie, Geheimagent Brock Samson, oder sein vorübergehender Ersatz, der reformierte Bösewicht und Päderast Sergeant Hatred; und der selbsternannte Erzfeind der Familie, The Monarch, ein Superschurke mit Schmetterlingsmotiv.

## Figuren

### Rusty Venture
Rusty, ein ehemaliger Abenteurerjunge und Inspiration für die Zeichentrickserie „Rusty Venture“, leitet die Überreste von Venture Industries, einem einst führenden Weltkonzern, der von seinem Vater Jonas, einem Superwissenschaftler und Abenteurer, gegründet wurde.

### Hank und Dean Venture
Die zweieiigen Zwillingsbrüder der Serie. Hank ist der abenteuerlustigere und Dean der schüchternere und buchstäblichere der beiden Brüder. Die beiden Brüder im Teenageralter geraten oft in gefährliche Situationen und wurden über ein Dutzend Mal getötet, nur um durch exakte Klone ersetzt zu werden, die keine Erinnerung an ihren eigenen Tod haben.

### Brock Samson
Der langjährige Leibwächter der Venture-Familie. Der vom Office of Secret Intelligence (OSI) ernannte muskulöse und hypermaskuline Brock nutzt häufig seine Lizenz zum Töten, um die Venture-Familie vor jeder Bedrohung durch plötzliche und brutale Gewalt zu schützen. Er ist ein rücksichtsloser (und etwas sadistischer) Nahkämpfer, der normalerweise lieber ein Kampfmesser, seine Hände und Füße oder seinen alten Dodge Charger als Schusswaffen verwendet.

### Jonas Venture
Der vorbildliche Superwissenschaftler seiner Zeit. Er war ein Visionär, der mit seinen Erfindungen die Welt veränderte und als Inspiration für die meisten anderen Protagonisten der Serie diente. Er gründete „Team Venture“, eine Gruppe von Freunden und Mitarbeitern, die ihm bei der Verbrechensbekämpfung und anschließend bei der Rettung seines Sohnes vor seinen Erzfeinden halfen. Um seinem Sohn zu helfen, ohne Mutterfigur zurechtzukommen, entwickelte er einen loyalen und eher emotionalen Roboter namens H.E.L.P.eR. der die Ventures begleitet und unterstützt.

## Entwicklung
Der Schöpfer der Show, Jackson Publick, war einer der Hauptautoren der Zeichentrickserie „The Tick“ am Samstagmorgen. Er schuf die Handlung von The Venture Bros. irgendwann vor 2000. Nachdem er für die Fernsehsendung Sheep in the Big City und die Live-Action-Version von The Tick gearbeitet hatte, machte sich Publick daran, The Venture Bros. in eine Zeichentrickserie umzuwandeln. The Venture Bros. war ursprünglich als Comic-Geschichte für eine Ausgabe von Monkeysuit konzipiert. Publick erkannte, dass seine Notizen für eine kurze Comic-Geschichte zu umfangreich waren und schlug vor, dass Comedy Central The Venture Bros. als Zeichentrickserie ausstrahlen sollte, aber der Sender lehnte dies ab. Obwohl der erste Entwurf des Pilotdrehbuchs im Frühjahr 2000 geschrieben wurde, erhielt die Prämisse erst etwa im Sommer 2002 von Adult Swim grünes Licht. Publick hatte Cartoon Network zuvor nicht in Betracht gezogen, weil er „The Venture Bros. nicht abschwächen wollte“ und nichts von der Existenz des auf Erwachsene ausgerichteten Late-Night-Programmblocks des Netzwerks, Adult Swim, wusste.
Die Produktion des überarbeiteten Pilotfilms begann im Herbst desselben Jahres und der Pilotfilm lief erstmals am 16. Februar 2003. Die erste Staffel der Serie wurde 2004 fertiggestellt und uraufgeführt und im August in das Sommerprogramm aufgenommen.

## Film
Am 13. November 2020 twitterte Andy Forssell, General Manager von HBO Max, dass HBO Max „an“ der Wiederbelebung von The Venture Bros. arbeite.
Im folgenden Jahr wurde bekannt gegeben, dass ein Direct-to-Video-Film basierend auf The Venture Bros. von Adult Swim produziert wird. Am 18. April 2023 wurde bekannt, dass der Film den Titel „The Venture Bros.: Radiant is the Blood of the Baboon Heart“ tragen wird und das Finale der Serie sein wird.

## Veröffentlichung
The Venture Bros wurde vom 16. Februar 2003 bis zum 7. Oktober 2008 in den USA auf Adult Swim ausgestrahlt.
In Deutschland startete die Sendung am 23. Juli 2008 auf Sat. 1 Comedy.

## Synchronisation
| Charakter    | Originalsprecher      | Deutscher Sprecher |
| ------------ | --------------------- | ------------------ |
| Hank Venture | Christopher McCulloch | Hannes Maurer      |
| Dr. Venture  | James Urbaniak        | Lutz Mackensy      |
| Dean Venture | Michael Sinterniklaas | Robin Kahnmeyer    |